# Pithecellobium diversifolium
Pithecellobium diversifolium é uma espécie de planta com flor da família das Fabaceae, popularmente conhecido como brinco-de-sauim, mata-fome, carcarazeiro.